# Zeuxevania splendidula
Zeuxevania splendidula is een vliesvleugelig insect uit de familie van de hongerwespen (Evaniidae). De wetenschappelijke naam van de soort is voor het eerst geldig gepubliceerd in 1884 door Costa.